# Errina altispina
Errina altispina is een hydroïdpoliep uit de familie Stylasteridae. De poliep komt uit het geslacht Errina. Errina altispina werd in 1986 voor het eerst wetenschappelijk beschreven door Cairns. 